# Riß-Kaltzeit

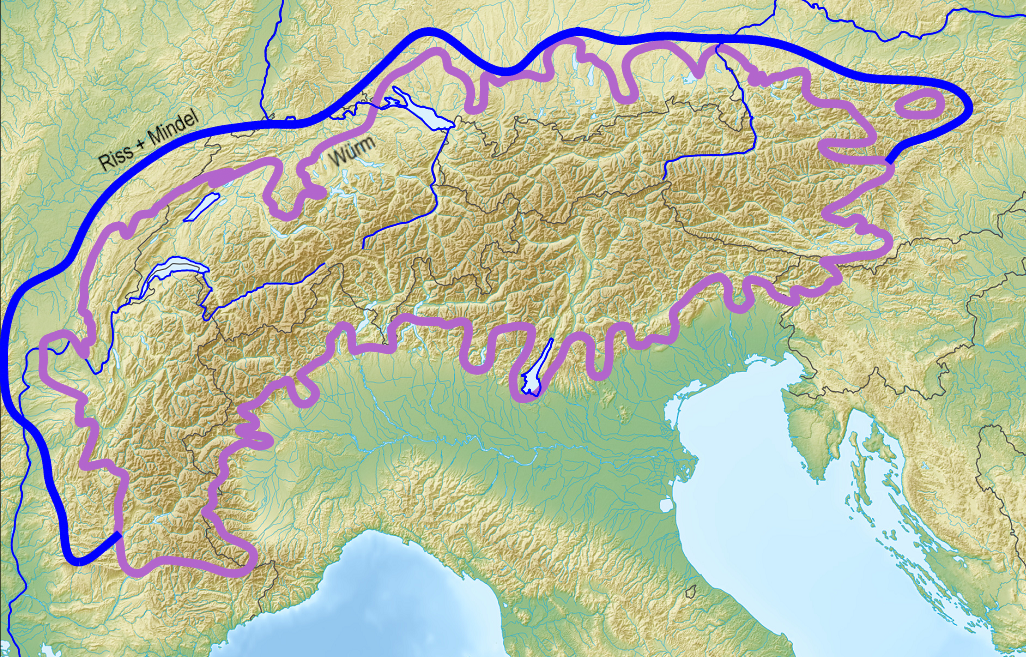
Ausdehnung der Mindel- und Riß-Vereisung (blau) im Vergleich zur Eissausdehnung der Würmkaltzeit

Die Riß-Kaltzeit (auch Riß-Glazial, Riß-Komplex oder veraltet Riß-Eiszeit) ist im traditionellen viergliedrigen Kaltzeitschema der Alpen die zweitjüngste Kaltzeit des Pleistozäns der Alpen. Ihr Zeitraum wird, je nach Literatur, etwa 300.000 bis 130.000 Jahre bzw. 347.000 bis 128.000 Jahre vor heute (in Norddeutschland als Saale-Kaltzeit) datiert. Der Name geht auf Albrecht Penck und Eduard Brückner zurück, die diese Kaltzeit in ihrem zwischen 1901 und 1909 veröffentlichten dreibändigen Werk Die Alpen im Eiszeitalter nach dem Fluss Riß in Oberschwaben benannten.

## Abgrenzung und Gliederung
Definiert wurde die Riß-Kaltzeit von Penck und Brückner als Niedere oder Jüngere Altmoränen und Alt-Endmoränen-Hochterrassen. Die Typuslokalität liegt bei Biberach an der Riß im Bereich des äußeren nordöstlichen Rheingletschers. Die nach mehr als einem Jahrhundert der Forschung gewonnenen Erkenntnisse zeigen, dass in fast allen Kaltzeiten mehrere Eisvorstöße stattfanden. Insgesamt wird im Alpenraum heute mit mindestens acht bis 15 Eisvorstößen gerechnet. Auch in der Riß-Kaltzeit fanden mehrere Eisvorstöße statt, so dass sie durch Interstadiale (Eisrückzüge) wie Stadiale (Eisvorstöße) und mindestens eine bislang unbenannte Warmzeit gegliedert wird.
Die heutige Gliederung unterscheidet sich demnach von der ursprünglichen Penck-Gliederung. Als Beginn der Riß-Kaltzeit gilt nach der Stratigraphischen Tabelle von Deutschland 2002 das Ende der Holstein-Warmzeit (im Alpenvorland Mindel-Riß-Interglazial, entspricht den Bezeichnungen Samerbe, Thalgut, Praclaux und La Côte), ihr Ende ist der Beginn der Eem-Warmzeit (Riß-Würm-Interglazial), er ist damit etwa gleichzeitig zur Saale-Kaltzeit der norddeutschen Glazialgliederung. Parallelisiert wird die Riß-Kaltzeit mit den MIS 6, 8 und 10 und wäre damit etwa zwischen 350.000 und 120.000 Jahre vor heute einzuordnen. Ausgegliedert aus der Riß-Kaltzeit wurde das so genannte Ältere Riß, die Zeit der weitesten Eisvorstöße im Alpenraum: es wird heute als Haslach-Mindel-Komplex (in Bayern und Österreich), Hoßkirch-Komplex (in Baden-Württemberg) oder Grösste Vergletscherung in der Schweiz bezeichnet.
Die Gliederung der Kaltzeiten in der Schweiz ist unterschiedlich von der im bayrischen und österreichischen Alpenvorland angewandten Gliederung. Der zwischen dem Ende der Holstein-Warmzeit und dem Beginn der Eem-Warmzeit liegende Kaltzeit-Komplex trägt hier den Namen Vorletzte Eiszeit und Grossen Vergletscherungen. Er wird durch zwei zusätzliche Interstadiale gegliedert, das so genannte „doppelte Holstein-Vorkommen von Meikirch“, die jedoch nicht mit der Holstein-Warmzeit identisch sind.

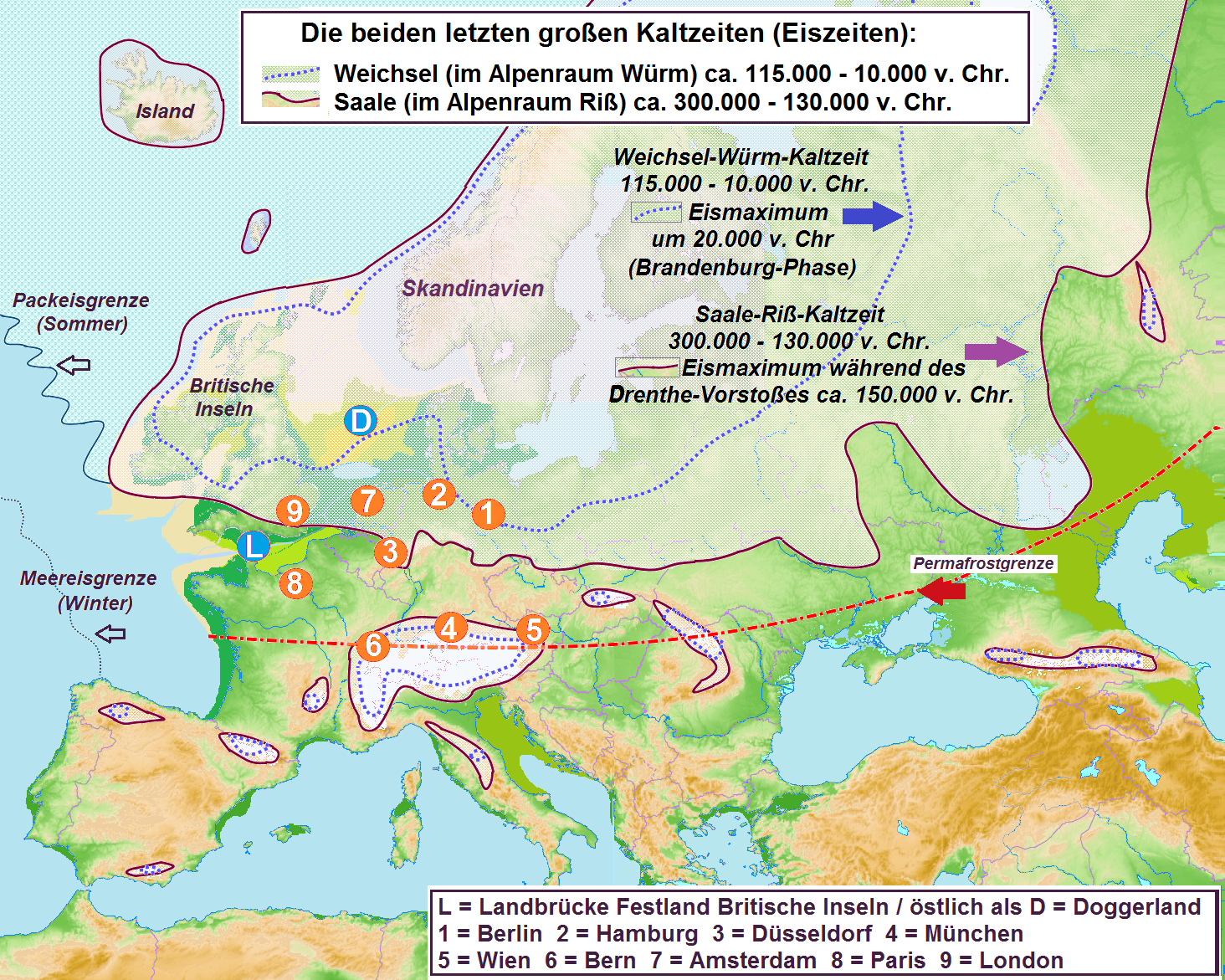
Alpine Riß-Kaltzeit (im Norden:Saale-Kaltzeit) im Vergleich zur späteren Würm-Kaltzeit (im Norden: Weichsel-Kaltzeit). Während der maximalen Vergletscherung zogen sich die archaischen Menschen (Homo heidelbergensis – später der Neandertaler) hinter die Permafrostgrenze zurück, in den wärmeren Perioden breiteten sie sich über diese nach Norden und Nordosten aus. Erst während der Weichsel-Würm-Eiszeit besiedelte ab etwa 40.000 v. Chr. der moderne Cro-Magnon-Mensch diese Gebiete.

## Ablauf und Ausdehnung der Riß-Kaltzeit
Zu Beginn der Riß-Kaltzeit waren fast alle heutigen Flusstäler angelegt. Die Vereisung der Alpen hatte bereits vor der Holstein-Warmzeit gegen Ende der größten Vereisungen dazu geführt, dass die Gletscher in mehreren Phasen weit ins Vorland hinaus vorrückten, weiter als alle bekannten Vorstöße, und die Hauptgletscher entlang der heutigen Flusstäler hatten sich etabliert. Im Verlauf der Riß-Kaltzeit rückten die Gletscher im bayerischen und österreichischen Alpenvorland wahrscheinlich viermal vor. Die beiden ersten Vorstöße sind nicht sicher belegt, da sie von den beiden Stadialen am Ende der Riß-Kaltzeit überlagert werden, die sehr weit nach Norden reichten.
Die Eisvorstöße der Kaltzeit gingen zumeist deutlich über die Zungenbecken der vorherigen Gletscher hinaus. In den meisten Gebieten sind die Riß-Endmoränen als niedriger Wall ausgebildet, so zum Beispiel im Bereich des Inngletschers, des Isar-Loisach-Gletschers, des Illergletschers sowie im Gebiet des westlichen Rheingletschers. In der Typusregion bei Biberach existiert ein deutlicher, eher untypischer Doppelmoränenwall, ebenso untypisch ist hier eine doppelte Terrasse, die wahrscheinlich auf verstärkte Erosion während der in der Riß-Kaltzeit erfolgten Verlegung des Schmelzwasserabflusses aus dem Wellheimer Trockental und dem Altmühltal in das heutige Donautal zurückzuführen ist. Der Doppelwall der Typregion (Doppelwallriß, mit einem Äußeren Wall und einem Inneren Wall) zeigt durch die Ausbildung von zwei übereinanderliegenden Abfolgen von Gletscherablagerung die Untergliederung der Riß-Kaltzeit in mindestens zwei Stadiale.
Im Westen bedeckte der Rhonegletscher weite Teile des Schweizer Mittellandes, erreichte im Norden den nördlichen Faltenjura und im Süden Lyon. Nach Nordosten ging er ohne scharfe Abgrenzung in den Linth-Gletscher und den Reuss-Aare-Gletscher über, nur die Napf-Region blieb eisfrei. Weiter nach Nordosten war auch der Reuß-Aare-Gletscher nicht vom Rheingletscher getrennt. Dieser erstreckte sich nach Norden bis über die heutige Donau hinweg in den Bereich der Schwäbischen Alb. In Bayern bilden die Riß-Moränen eine wenig untergliederte Landschaft ohne Moore und Seen, wenn sie nicht durch jüngere Ablagerungen der Würm-Kaltzeit überdeckt werden. Die den Riß-Moränen zugeordneten Schotter bauen die heutigen Hochterrassen der Donauzuflüsse auf.
Der Salzachgletscher und der Traungletscher waren zur Rißzeit etwas schwächer als zur Günz- und Mindelzeit,  letzterer stieß jedes Mal bis an den Hausruck-und-Kobernaußerwald-Zug (Subalpine Molasse) vor.